# Institución Educativa Las Lajas
La Institución Educativa Las Lajas es un colegio de carácter formal ubicado en la inspección de policía de Yurayaco (Caquetá) perteneciente al municipio de San José del Fragua, en Colombia.
El colegio está basado en la enseñanza de la básica primaria, básica secundaria, media y una especialización técnica en cría de especies menores ofrecida por centro nacional de aprendizaje SENA. Igualmente, brinda educación por ciclos en programa sabatino a estudiantes que no han podido acceder al sistema.

## Reseña histórica
La historia de la Institución Educativa Las Lajas hace memoria con la fundación del pueblo Yurayaco.
El caserío de Yurayaco fue fundado en 1968 y, por ende, nace la escuela que comienza a funcionar en el año 1969 con su primera profesora, Noemí Aroca, que inició con los grados de primero, segundo y tercero de primaria.
En el año de 1971; funciona con los grados de primero a quinto con los docentes Gladys Rojas, Clemencia Soto y Rafael Soto. A medida que iba creciendo la población, el número de estudiantes era mayor, exigiendo la ampliación de cobertura en todos los ámbitos: planta física, docentes, pupitres y dotación de material didáctico.
En el año 1975, tomó el nombre de concentración Caro y Cuervo con una matrícula de estudiantes, diez docentes y un director.
En el año 1978, empezó con el primer año de bachillerato como anexo al Colegio Parroquial de San José del Fragua, y rector encargado Rafael Soto, con la asesoría del sacerdote italiano Cesar Possoco de Nardi Carlos Trujillo como rector del Colegio parroquial.
En el año 1981, se aprobó hasta el cuarto de bachillerato, hoy día grado noveno. Se independizo del colegio del Colegio Parroquial con el nombre de colegio Las lajas cuya primera rectora fue Marta Rodríguez; pero, por efectos de la violencia del M-19, tuvo un estancamiento transitorio. Para el año de 1993, volvió a surgir y se creó la educación media con modalidad técnica agropecuaria, en la cual se graduaron los primeros bachilleres agropecuarios en el año de 1994, bajo la rectoría de Héctor Henao, quien recibió de la Alcaldía de San José del Fragua la finca Los Lagos para llevar a cabo las prácticas agrícolas y pecuarias.
A raíz de la aparición de la ley general de educación 115 de 1994, la educación primaria se fusionó con la secundaria en el año de 1995; y se llamó Unidad Administrativa Las Lajas.

## Reconocimiento legal
Mediante la Resolución Número 0842 del 27 de diciembre de 1988 se reconoce la creación y funcionamiento, a partir de 1912, a los establecimientos educativos oficiales del área urbana y rural que ofrecen el nivel de preescolar, educación básica, ciclo de primaria o ciclo de secundaria de los diferentes municipios del departamento, entre ellos el municipio de San José del Fragua. Y por medio del decreto número 001065 del 4 de diciembre de 2003, adquirió el nombre de Institución Educativa Las Lajas.
El decreto número 000167 del 23 de febrero de 2005 modifica el artículo 001065 del 4 de diciembre de 2003, y queda así: La institución educativa Rural Las Lajas estará conformada por los siguientes establecimientos educativos: Colegio Las Lajas, Escuela El Carmen, Escuela La Reforma, Escuela Bocana Luna, Escuela La Temblona, Escuela Costa Rica, Escuela La Florida, Escuela la peneya, Escuela el portal Buenos Aires, Escuela aguas claras, Escuela El Porvenir, Escuela el jardín, Escuela el diamante, Escuela Patio Bonito, Escuela El Palmar, Escuela Porvenir Bajo y Escuela El Prado, pertenecientes al sector rural del municipio de San José del Fragua. Y según la resolución número 000611 del 6 de diciembre de 2007 se aprobó el plan de integración y homologación para los grado 10 y 11 de educación media técnica a la institución Las Lajas en la competencia laboral específica integrada con el servicio nacional de aprendizaje SENA Técnico profesional en cría de cerdos (especies menores).